# Qualifications pour le Championnat du monde masculin de basket-ball 2010
Navigation
Édition suivante
Les qualifications pour le Championnat du monde 2010 de basketball masculin en Turquie ont débuté dès 2007 entre 106 pays répartis sur les différentes zones de la FIBA.

## Les qualifications
Sur les 24 places à pourvoir, la première place revient automatiquement à la Turquie, qualifiée en tant que pays organisateur. Les autres places sont répartis en fonction d'autres compétitions ou par décision de la FIBA.

### Les compétitions internationales
Les places sont attribuées en fonction du classement final de six compétitions internationales :
- Jeux olympiques d'été de 2008 (1) : États-Unis.
- Championnat d'Afrique 2009 (3) : Angola, Côte d'Ivoire, Tunisie.
- Championnat des Amériques 2009 (4) : Brésil, Porto Rico, Argentine, Canada.
- Championnat d'Asie 2009 (3) : Iran, Chine, Jordanie.
- Championnat d'Europe 2009 (6) : Espagne, Serbie, Grèce, Slovénie, France, Croatie.
- Championnat d'Océanie 2009 (2) : Nouvelle-Zélande, Australie.

La particularité du Championnat d'Océanie est que seules deux équipes participent à la phase finale. La qualification de l'Australie et de la Nouvelle-Zélande s'est jouée lors des éliminatoires du championnat.

### Les wild cards
La FIBA a octroyé le 13 décembre 2009 quatre wild cards à trois équipes européennes, la Russie, la Lituanie et Allemagne, ainsi qu'à une équipe asiatique, le Liban.
Si la Russie et la Lituanie ont un palmarès récent appréciable, certains journalistes relèvent que le Nigeria, qui avait pourtant failli battre l’Allemagne en quart de finale du dernier Mondial (78-77) ou la République dominicaine n'ont rien à envier à l'Allemagne ou au Liban. En effet, si les critères sportifs sont un paramètre, la FIBA évalue aussi la popularité du basket dans le pays, les aspects économiques (contrats télévisuels, marketing) mais encore le « late registration fee », somme évaluée à près d'un million de dollars pour se voir repêcher.

## Les qualifiés
| Pays             | Qualifié en tant que                        | Lieu de la qualification                        | Date de la qualification | Participations antérieures                                                  |
| ---------------- | ------------------------------------------- | ----------------------------------------------- | ------------------------ | --------------------------------------------------------------------------- |
| Turquie          | Organisateur                                | Genève, Suisse                                  | 7 décembre 2004          | 2 (2002, 2006)                                                              |
| États-Unis       | Vainqueur du tournoi olympique 2008         | Pékin, Chine                                    | 24 août 2008             | 15 (aucun manqué)                                                           |
| Angola           | Champion d'Afrique 2009                     | Tripoli, Libye                                  | 14 août 2009             | 5 (1986, 1990, 1994, 2002, 2006)                                            |
| Côte d'Ivoire    | Finaliste du championnat d’Afrique 2009     | Tripoli, Libye                                  | 14 août 2009             | 2 (1982, 1986)                                                              |
| Tunisie          | 3e du championnat d’Afrique 2009            | Tripoli, Libye                                  | 15 août 2009             | Aucune                                                                      |
| Iran             | Champion d'Asie 2009                        | Tianjin, Chine                                  | 15 août 2009             | Aucune                                                                      |
| Chine            | Finaliste du championnat d’Asie 2009        | Tianjin, Chine                                  | 15 août 2009             | 7 (1978, 1982, 1986, 1990, 1994, 2002, 2006)                                |
| Jordanie         | 3e du championnat d’Asie 2009               | Tianjin, Chine                                  | 16 août 2009             | Aucune                                                                      |
| Nouvelle-Zélande | Champion d’Océanie 2009                     | Sydney, Australie, Wellington, Nouvelle-Zélande | 25 août 2009             | 3 (1986, 2002, 2006)                                                        |
| Australie        | Finaliste du championnat d’Océanie          | Sydney, Australie, Wellington, Nouvelle-Zélande | 25 août 2009             | 9 (1970, 1974, 1978, 1982, 1986, 1990, 1994, 1998, 2006)                    |
| Brésil           | Champion des Amériques 2009                 | San Juan, Porto Rico                            | 2 septembre 2009         | 15 (aucun manqué)                                                           |
| Porto Rico       | Finaliste du championnat des Amériques 2009 | San Juan, Porto Rico                            | 2 septembre 2009         | 11 (1959, 1963, 1967, 1974, 1978, 1986, 1990, 1994, 1998, 2002, 2006)       |
| Argentine        | 3e du championnat des Amériques 2009        | San Juan, Porto Rico                            | 3 septembre 2009         | 11 (1950, 1959, 1963, 1967, 1974, 1986, 1990, 1994, 1998, 2002, 2006)       |
| Canada           | 4e du championnat des Amériques 2009        | San Juan, Porto Rico                            | 4 septembre 2009         | 12 (1954, 1959, 1963, 1970, 1974, 1978, 1982, 1986, 1990, 1994, 1998, 2002) |
| Espagne          | Champion d'Europe 2009                      | Katowice, Pologne                               | 17 septembre 2009        | 9 (1950, 1974, 1982, 1986, 1990, 1994, 1998, 2002, 2006)                    |
| Serbie           | Finaliste de l'EuroBasket 2009              | Katowice, Pologne                               | 17 septembre 2009        | 3 (1998, 2002, 2006)                                                        |
| Grèce            | 3e de l'EuroBasket 2009                     | Katowice, Pologne                               | 18 septembre 2009        | 5 (1986, 1990, 1994, 1998, 2006)                                            |
| Slovénie         | 4e de l'EuroBasket 2009                     | Katowice, Pologne                               | 18 septembre 2009        | 1 (2006)                                                                    |
| France           | 5e de l'EuroBasket 2009                     | Katowice, Pologne                               | 19 septembre 2009        | 5 (1950, 1954, 1963, 1986, 2006)                                            |
| Croatie          | 6e de l'EuroBasket 2009                     | Katowice, Pologne                               | 19 septembre 2009        | 1 (1994)                                                                    |
| Lituanie         | Décision de la FIBA                         | Genève, Suisse                                  | 13 décembre 2009         | 7e (1998,2006)                                                              |
| Russie           | Décision de la FIBA                         | Genève, Suisse                                  | 13 décembre 2009         | 2e (1994, 1998) 10e (2002)                                                  |
| Allemagne        | Décision de la FIBA                         | Genève, Suisse                                  | 13 décembre 2009         | -                                                                           |
| Liban            | Décision de la FIBA                         | Genève, Suisse                                  | 13 décembre 2009         | 16e (2002) 18e (2006)                                                       |